# Johannes Oettinger
Johannes Oettinger, auch Oetinger, (* 19. Juli 1577 in Nürnberg; † 15. März 1633 in Stuttgart) war ein deutscher Geograf, Kartograf und Geodät, der in Stuttgart gewirkt hat. In württembergischen Diensten als Ordinarius, Secretarius und Geographus schuf er ein recht beachtliches und vielseitiges Werk. Eine seiner wesentlichsten kartografischen Arbeiten war das Beisteuern von fünf Karten zum Forstatlas von Georg Gadner (1522–1605). Zudem verfasste er zu Ereignissen am fürstlichen Hof in Stuttgart zwei Festschriften, die auch in geografischer Hinsicht interessant waren. Eine weitere Arbeit war ein Landbuch, ein Nachschlagewerk mit wichtigen geografischen und landeskundlichen Beschreibungen. Dazu kam der Tractatus, sein wichtigstes Werk, in dem die Grenze in allgemeiner, technischer und rechtlicher Form thematisiert war.

## Herkunft und Entwicklung
Johannes Oetinger (Oettinger) kam aus einer angesehenen Nürnberger Familie. Sein Vater, Cunrad Oetinger, war Kaufmann (Handelsmann). Der Geburtsname der Mutter lautete Ursula Bernad (Bernadtin). (Die Familie war nicht verwandt mit dem aus Sindringen stammenden schwäbischen Geschlecht gleichen Namens, aus dem der Theologe und Theosoph Friedrich Christoph Oetinger (1702–1782) kam.) Von der Stadt Nürnberg sehr stark unterstützt, erfuhr der begabte Johannes eine gute Schulbildung, deren Abschluss er auf dem damals berühmten protestantischen Gymnasium in Neuburg an der Donau machte. Danach wurde er Student.
Am  25. Juli 1596 wurde Johannes Oettinger in der Universität in Wittenberg eingeschrieben: Johannes Ottingerus Noribergensis. Ein Fach war nicht angegeben, aber es ist sehr wahrscheinlich, dass sein Studium sehr vielfältig gewesen sein wird. Schon bald, noch mit 19 Jahren, erlangte er die Magisterwürde: den Gradum Secundae Laureae. Danach begab er sich auf eine längere Reise. Zusammen mit einigen Begleitern besuchte er Meißen, Böhmen, Schlesien, Österreich und Ungarn. Ein von ihm geführtes Reisetagebuch ist verlorengegangen.
Um 1600 kehrte Johannes Oettinger nach Nürnberg zurück, wo er anscheinend keine Anstellung fand und schließlich eine Stelle als Scribent beim Fürstlich Württembergischen Kammermeister Hans Jakob Gut von Sulz annahm. 1609 wurde er als Lehensrenovator in die fürstliche Kanzlei übernommen und wechselte bald darauf in die fürstliche Rentkammer.

## Betätigungsfelder
Seine kartografischen Fähigkeiten hat Johannes Oettinger sicherlich während seiner Zeit als Scribent bei Gut von Sulz entwickelt und bewiesen. Arbeiten sind aus dieser Periode nicht bekannt.

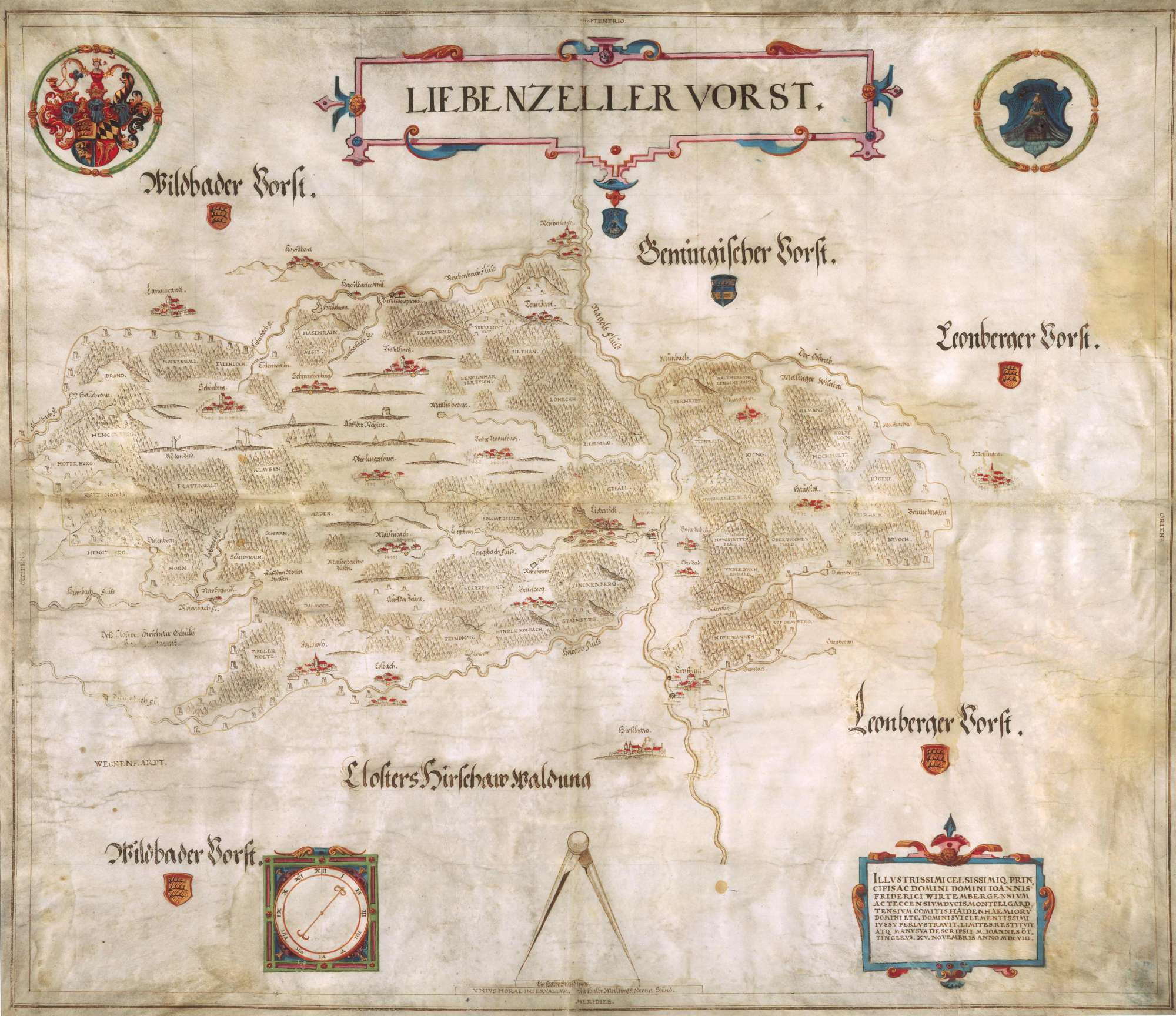
Liebenzeller Vorst: Aquarellzeichnung, 1608

Nachdem Johannes Oettinger 1608 ein Musterblatt vom Liebenzeller Forst (Bild) gefertigt hatte, wurde er mit der Ergänzung von Georg Gadners Kartenwerk Chorographia Ducatus Wirtembergici 1596 beauftragt. Der Grund für diese Arbeit waren württembergische Gebietserweiterungen, die kartografisch aufgenommen werden sollten. Die Arbeit umfasste fünf Karten: 1609 Liebenzeller Forst; 1609 Amt und Forst Oberkirch; 1609 Baiersbronner und Reichenbachischer Forst; 1611 Altensteiger Forst; 1612 Amt Tuttlingen und Hohentwiel. Die vier ersten Karten sind Inselkarten. Die Karten Gadners und Oettingers unterscheiden sich in manchem. So hat Oettinger (mit Ausnahme des Blattes Baiersbronner und Reichenbachischer Forst) die Verwaltungsbezirke (Ämter) in seinen Karten aufgenommen und alle mit einem Maßstab und Gradnetzlinien versehen. Dazu werden Johannes Oettinger noch weitere kartografische Arbeiten zugeschrieben: Eine Karte vom Alpirsbacher Vorst mit Sultzer Amt; eine «Karte der Murg zwischen Reichenbach und Röt mit dort geplanten Mühlen»; eine Karte des Altensteiger Forstes; eine titellose Karte mit der Darstellung des Gebietes um das heutige Lauterbach.
Arbeiten ganz anderer Art von Johannes Oettinger waren zwei Festschriften, die kulturgeschichtlich einige Bedeutung haben: 1607 ein erschienenes Gedicht über das Ordensfest des Herzog Friedrich und eine 1610 erschienene Darstellung der Hochzeit des Herzogs Johann Friedrich mit der Markgräfin Barbara Sophia von Brandenburg.
1623 schloss Johannes Oettinger das Landbuch ab, eine Handschrift, für die er viel im Herzogthum Würtemberg unterwegs gewesen und Daten gesammelt haben muss. Das Werk ist straff gegliedert und fast durchgehend von einer lexikalischen Kürze. In seinem ersten Teil werden die Ämter, im zweiten die Klöster behandelt. Die Abschnitte über die Ämter beginnen mit einer Liste der Städte, Dörfer, Weiler, Höfe und der Anzahl der herzoglichen Untertanen. Unter anderem weiter erfasst sind Burgen, Wüstungen, alle Arten von Mühlen, Weinberge, Flüsse und Bäche und Seen samt Nutzfischarten. Die Originalhandschrift des Landbuches, die mehrmals abgeschrieben aber nie gedruckt wurde, befindet sich heute im HStA Stuttgart.
Postum erschien 1642 Johannes Oettingers wichtigstes Werk: der Tractatus de jure et controversiis limitum ac finibus regundis. Oder Gründlicher Bericht von Gräntzen und Marcksteinen. Dem Werk, das sich vor allem an Feldmesser und Juristen wendet, war zunächst kein Erfolg beschieden. Erst 25 Jahre später erschien eine zweite Auflage, der dann aber bereits drei Jahre später eine in Augsburg folgte, der sich zehn Jahre später eine weitere anschloss. 1711 und 1715 wurde der Tractatus dann auch in Hannover veröffentlicht. 1722 wurde Oettingers Werk durch das Buch Tractatus de jure Limitum. Vom Recht der Gränzen und Marksteine des Juristen Johann Jodocus Beck (1684–1744) abgelöst, das keine wissenschaftlich Neuschöpfung, sondern weithin ein Plagiat des Oettingerschen Werkes war. (Beck hat Oettinger bei weitem nicht in jedem Falle, wo es angebracht gewesen wäre, zitiert. Ungeniert übernahm er auch die Zitate aus Oettingers Werk.) Alles in allem hat der Tractatus von Johannes Oettinger sechs Auflagen erlebt und ist beinahe ein Jahrhundert lang ein wichtiges Standardwerk gewesen mit Schwerpunkt auf juristischem Gebiet, weshalb Johann Heinrich Zedler (1706–1751) in seinem Großen Universal-Lexikon (Band 25, 1740) Oettinger zu den Rechtsgelehrten gezählt hat.

## Rezeption
Johannes Oettingers große Leistungen in der Kartografie, im Vermessungswesen und in der Geografie sind erst sehr spät umfassend gewürdigt worden. Zuerst hat das der deutsche Kartograf und Geograf Ruthardt Oehme (1901–1987) in seiner Monografie über Oettinger (1982) getan, in der er einleitend bemerkt, dass Oettinger bisher von der Literatur stiefmütterlich behandelt worden ist und im Schatten von Georg Gadner gestanden hat, obwohl er jenem gleichwertig an die Seite gestellt werden kann. Und an anderer Stelle sagt Oehme in einem Kommentar zu dem Kartenwerk Liebenzeller Vorst fast schon euphorisch, dass Oettinger die kartografische Kunst beinahe besser beherrscht hat als sein Vorgänger Gadner.
Das Wirken von Johannes Oettinger als Dichter und Erzähler in den beiden Festschriften wird dagegen nicht so hoch eingeschätzt. Jedenfalls wertet der Kunsthistoriker Werner Fleischhauer (1903–1997) den geistigen Anteil von Oettinger an diesen Schriften als recht gering ein. Immerhin aber hat der Literaturhistoriker Karl Goedeke (1814–1887) die beiden Schriften in seinem Grundriss der Geschichte der deutschen Dichtung (1886, S. 327) aufgenommen und Oettinger zu den Pritschmeistern gezählt, zu jenen Dichtern minderen Ranges also, die fürstliche und reichsstädtische Festlichkeiten in Versen beschreiben.
Das Landbuch und sein Verfasser werden in der  1895 veröffentlichten Bibliographie der Württembergischen Geschichte von dem Historiker Wilhelm Heyd (1823–1906) erwähnt, in dem Oettinger zu den wichtigsten Verfassern oder Chronisten gezählt und hervorgehoben wird, dass das Buch durch seine Angaben über Einwohnerzahlen wichtig sei.
Aber schon lange davor haben Gelehrte wie Eberhard David Hauber (1695–1765) und Johann Jakob Moser (1701–1785) das Landbuch gewürdigt. In seinem Buch Versuch Einer umständlichen Historie Der Land-Charten etc., schrieb Hauber 1724 unter anderem: Vornehmlich seynd zu gebrauchen die sogenannte Land-Bücher, in welchen alle Städte, Flecken, Dörffer, Weiler, Höfe, Mühlinnen, Keltern, Bäche, Weyher, etc. in dem gantzen Land beschrieben und erzehlet werden. Dergleichen unterschiedene in Manuscripto in dem Land herum gehen, worunter vor eines der besten geachtet wird, welches oben gemeldter Herr Oettinger verfertiget hat. (S. 139/140). Im gleichen Buch und Zusammenhang erwähnte Hauber auch den Tractatus von Johannes Oettinger: Oettinger aber hat auch den bekandten und gelehrten Tractat, welcher erst neulich in Hanover wieder aufgelegt worden, geschrieben, von denen Gräntzen und Marck-Steinen. Davor hatte auch der Jurist Ahasverus Fritsch (1629–1701) den Tractatus positiv bewertet und in sein Sammelwerk Jus fluviaticum 1672 Oettingers Ausführungen Von Meer, Flüssen, Alluvionen etc. übernommen.

## Schriften
- Tractatus de jure et controversiis limitum ac finibus regundis. Oder Gründlicher Bericht von Gräntzen und Marcksteinen ..., Baltasar Kühnen, Ulm 1667 (Digitalisat)
- Warhaffte Historische Beschreibung der Fürstlichen Hochzeit und deß Hochansehnlichen Beylagers/ So der Durchleuchting Hochgeborn ... Johann Friederich Hertzog zu Würtemberg ..., gedruckt in der fürstlichen Hauptstatt Stuttgart 1610 (Digitalisat)